# Caligus pelamydis
Caligus pelamydis is een eenoogkreeftjessoort uit de familie van de Caligidae. De wetenschappelijke naam van de soort is voor het eerst geldig gepubliceerd in 1863 door Krøyer.